# Youth Novels
«Youth Novels (укр. «Молодіжні Романи») — дебютний студійний альбом співачки Lykke Li. Альбом вийшов 30 січня 2008 під її власним лейблом EMI-підрозділом LL Recordings. Його повністю зробили Бйорн Утлінг зі шведського інді-рок-тріо Peter Bjorn And John та співпродюсер Лассе Мартеном.

## Треки
1. "Melodies & Desires" - 3:52
2. "Dance, Dance, Dance" - 3:41
3. "I'm Good, I'm Gone" - 3:09
4. "Let It Fall" - 2:42
5. "My Love" - 4:36
6. "Tonight" -
7. "Little Bit" - 4:33
8. "Hanging High" - 4:07
9. "This Trumpet in My Head" - 2:36
10. "Complaint Department" - 4:32
11. "Breaking It Up" - 3:41
12. "Time Flies" - 3:21
13. "Window Blues" - 3:59